# Sunny Side Story
《Sunny Side Story》是聲優戶松遥的第2張專輯，於2013年1月16日由Music Ray'n Inc.發行。

## 收錄曲

### 通常盤
1. RUN
2. Q&A リサイタル!
  - 動畫《鄰座的怪同學》片頭曲
3. 渚のSHOOTING STAR
  - 作詞：古屋真、作曲：大隈知宇、編曲：古川貴浩
4. ♪Make Up Sweet Girl☆
5. Baby Baby Love
  - 作詞・作曲：鈴木健太朗、編曲：古川貴浩
  - 動畫《出包王女第2季》片尾曲
6. やさしき日々
  - 作詞・作曲：白戸佑輔、編曲：木村篤史
7. ミライガール
8. Issai Gassai
  - 作詞・作曲：古川貴浩
9. 星のステージ
  - 作詞・作曲：古屋真、編曲：古川貴浩
10. ユメセカイ
  - 作詞：古屋真、作曲：南田健吾
  - 動畫《刀劍神域艾恩葛朗特編》片尾曲
11. Oh My God
  - 作詞：川瀨智子 作曲/編曲：プロデュース/奧田俊作
  - 動畫《眾神中的貓神/貓神八百萬》片尾曲
12. STAGE
13. 明日色ひまわり

### DVD（初回生産限定盤）
1. 明日色ひまわり (Music Clip)
2. Side Story of 「Sunny Side Story」

## 外部連結
- （日語）戶松遥 Special website